# Balazs Kiss
Balazs Kiss (Hungría, 21 de marzo de 1972) es un atleta húngaro retirado, especializado en la prueba de lanzamiento de martillo en la que llegó a ser campeón olímpico en 1996.

## Carrera deportiva
En los JJ. OO. de Atlanta 1996 ganó la medalla de oro en el lanzamiento de martillo, con una marca de 81.24 m, superando al estadounidense Lance Deal (plata con 81.12 m) y al ucraniano Oleksandr Krykun (bronce con 80.02 m).
Dos años después, en el Campeonato Europeo de Atletismo de 1998 ganó la medalla de plata en la misma prueba, llegando hasta los 81.26 metros, tras su compatriota Tibor Gécsek y por delante del alemán Karsten Kobs (bronce con 80.13 metros).